# Vouzailles
Vouzailles là một xã, tọa lạc ở tỉnh Vienne trong vùng Nouvelle-Aquitaine, Pháp. Xã này có diện tích 15,77 km², dân số năm 2006 là 486 người. Xã nằm ở khu vực có độ cao trung bình 152 m trên mực nước biển. Dân địa phương danh xưng tiếng Pháp là Vouzaillais.

## Biến động dân số
| 1962                                         | 1968 | 1975 | 1982 | 1990 | 2006 | 2006 |
| -------------------------------------------- | ---- | ---- | ---- | ---- | ---- | ---- |
| 468                                          | 508  | 471  | 458  | 435  | 444  | 486  |
| Số liệu từ năm 1962: Dân số không tính trùng |      |      |      |      |      |      |